# Fátyolos élősdigomba
A fátyolos élősdigomba (Asterophora parasitica) az álpereszkefélék családjába tartozó, Európában és Észak-Amerikában honos, galambgombák bomló termőtestén élő, nem ehető gombafaj. 

## Megjelenése
A fátyolos élősdigomba kalapja 0,5-1,5 cm széles, alakja harangszerű vagy domború. Színe szürke, felülete selymesen szálas. Húsa sötétbarna. Szaga és íze nem jellegzetes.
Vastag, ritkásan álló lemezei a tönkhöz foggal csatlakoznak. Színük fiatalon fehér vagy halványszürke; a spórák érésével világosbarna lesz.
Tönkje 1-3 cm magas és 0,2-0,4 cm vastag. Színe fehér, idősen bebarnul. Felülete selymesen szálas.
Spórapora fehér. Spórája széles tojásdad, sima, mérete 5-6 x 3-4 µm.

### Hasonló fajok
Szintén bomló kalaposgombákon él a kis pöfetegre emlékeztető porzó élősdigomba és a szürke tölcsérgombát kolonizáló élősködő bocskorosgomba. 

## Elterjedése és termőhelye
Európában és Észak-Amerikában honos. 
Erdőkben található meg különböző galamb- és tejelőgombák (főleg szenes galambgomba és feketedő galambgomba) bomló termőtestjein.  

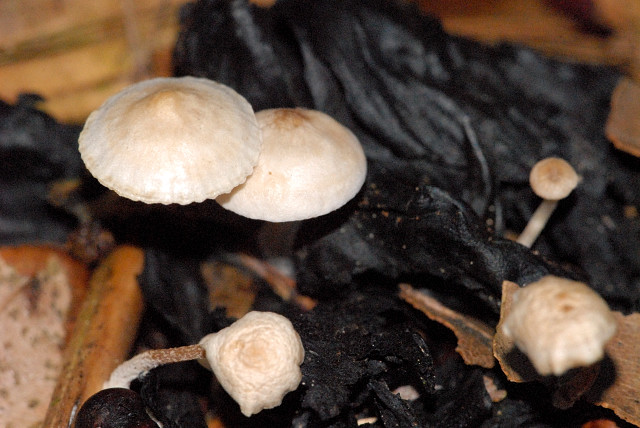
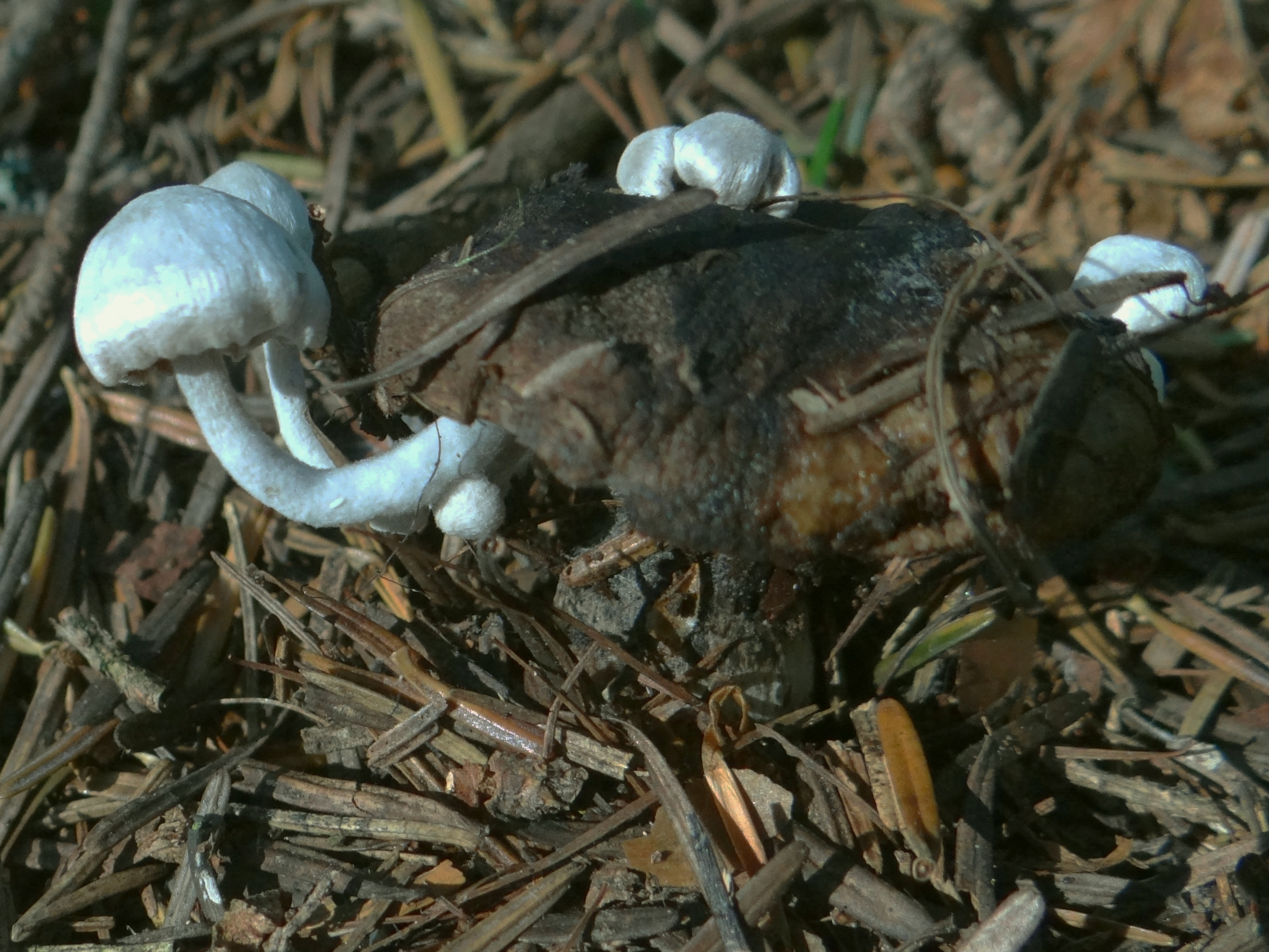
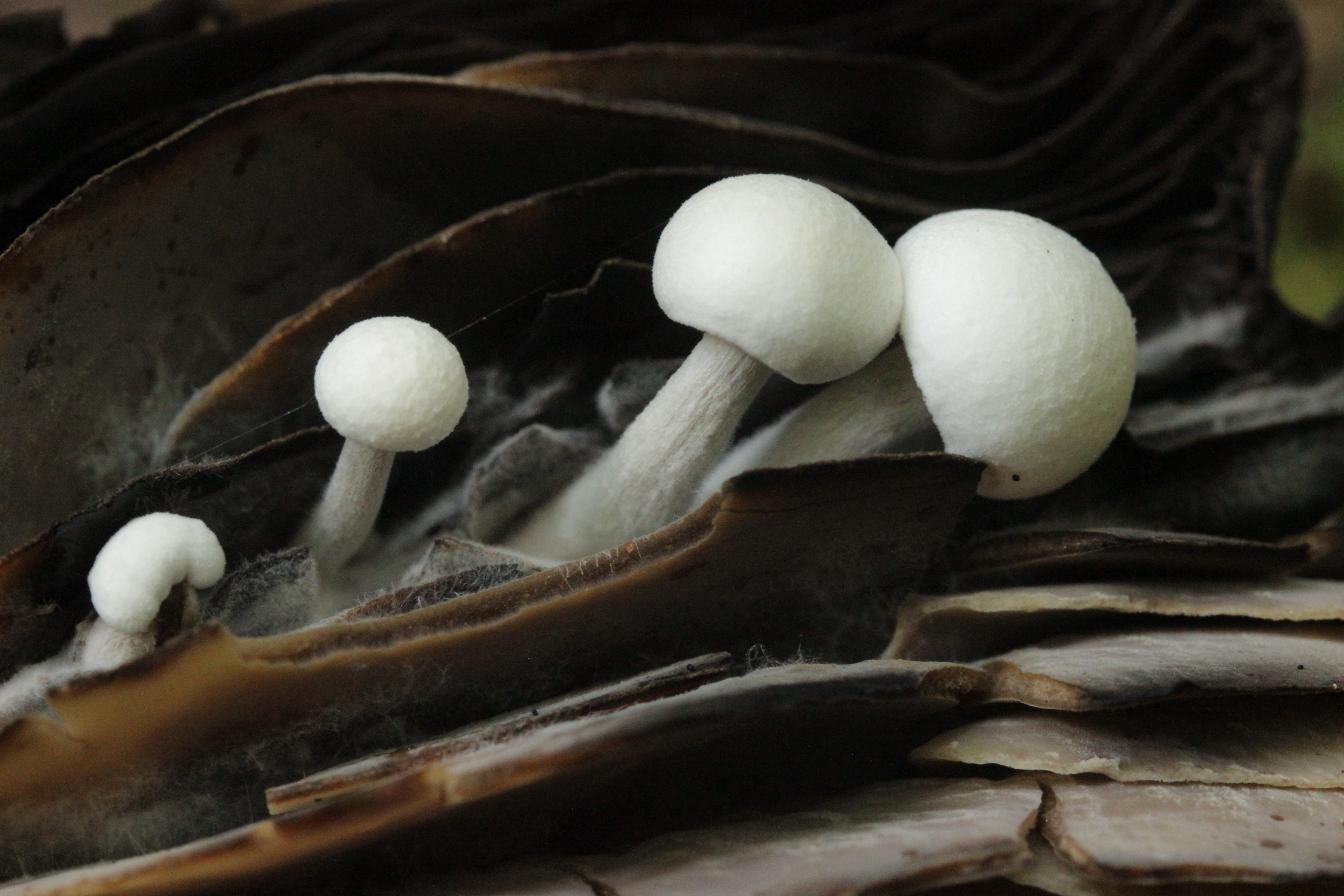
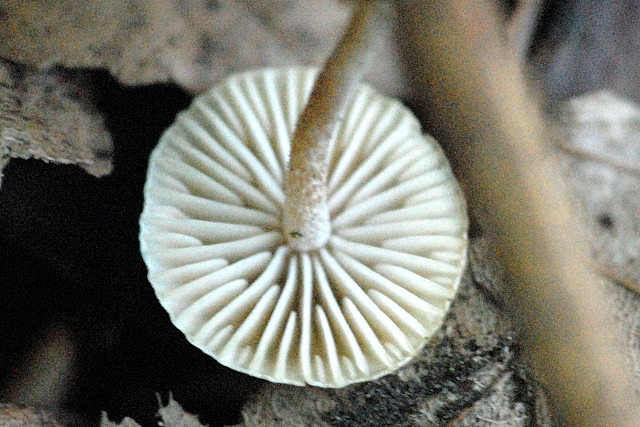
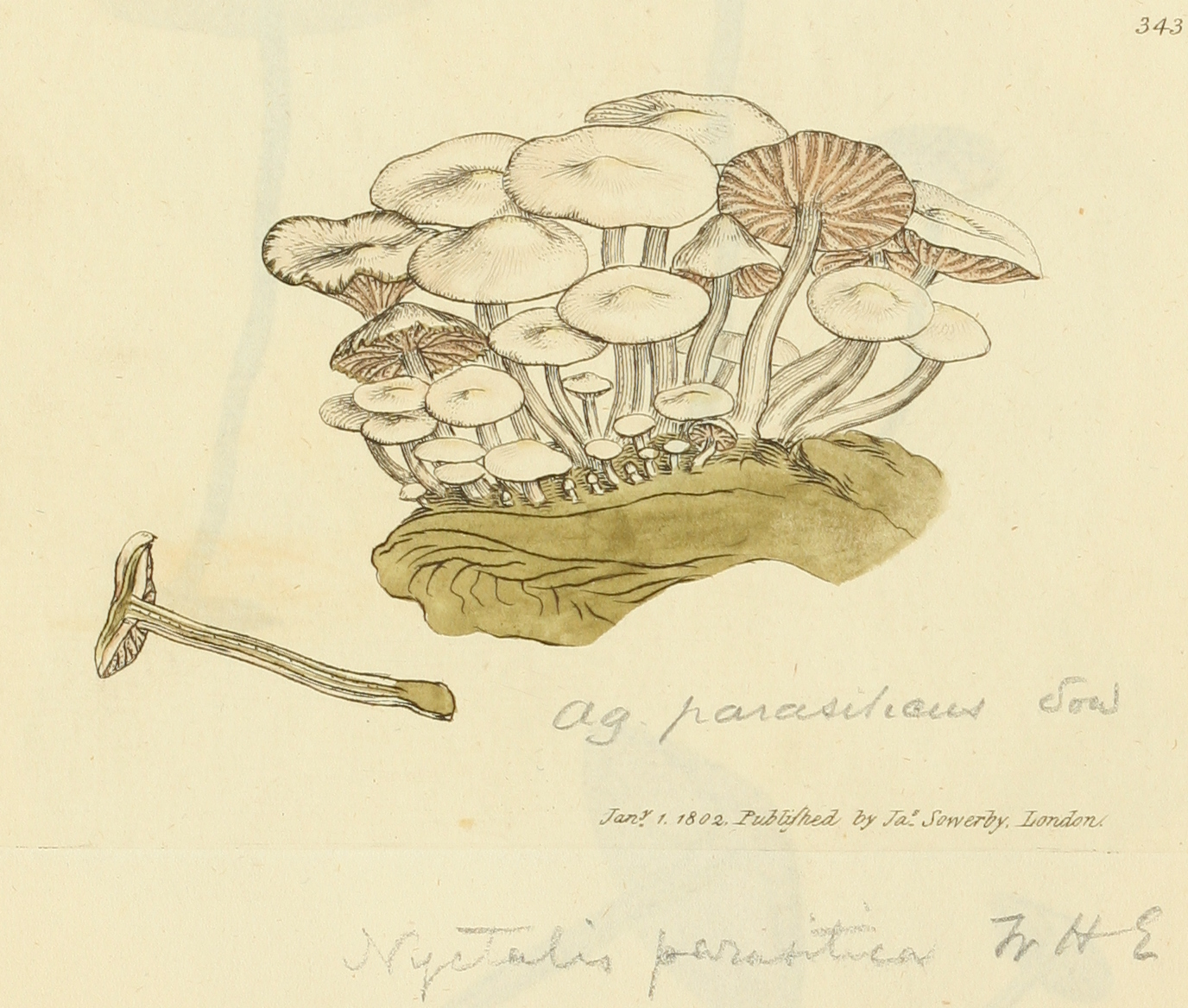

Nem ehető. 